# Franz Josef von Gondola

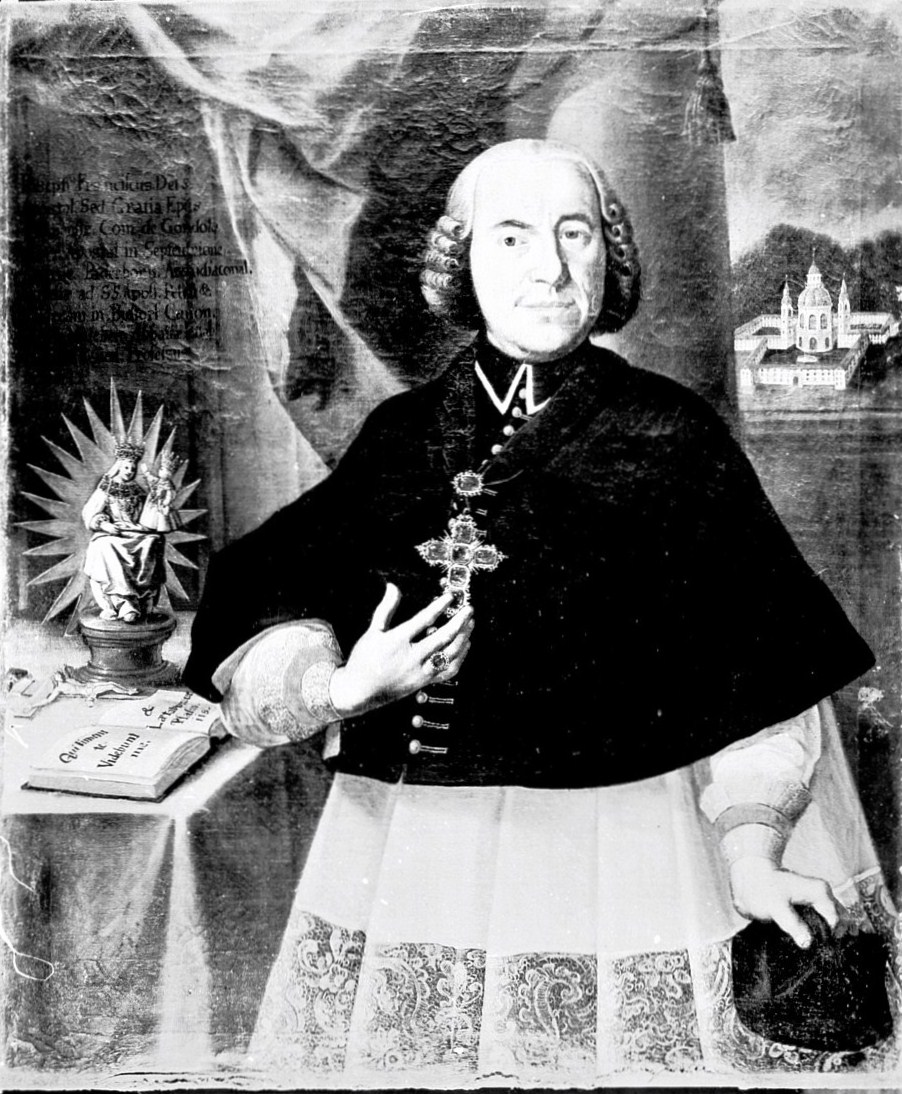
Franz Josef von Gondola

Franz Josef von Gondola OSB (* 16. Dezember 1711 in Wien; † 5. März 1774 ebenda) war Benediktiner und Weihbischof in Paderborn und in Münster.

## Leben
Franz Josef von Gondola stammte aus der kroatischen Adelsfamilie Gundulić (italienisch: Gondola) der Republik Ragusa. Er war ein Sohn des Grafen Franz von Gondola (1675–1742) und der Gräfin Maria Anna Serényi von Kis-Serény (1685–1711).
Josef Franz, Reichsgraf von Gondola, wurde an der Ritterakademie Ettal erzogen und trat sodann in das Benediktinerabtei Ettal ein, wo er den Ordensnamen Franziscus erhielt. Er legte 1730 Profess ab und wurde 1734 zum Priester geweiht. Danach unterrichtete er an der Ritterakademie.
Nach dem Ettaler Klosterbrand 1744 wurde er auf Sammelreise ins Rheinland geschickt, wo der Kölner Kurfürst-Erzbischof Clemens August von Bayern ihn 1751 zu seinem Suffragan für Paderborn bestimmte und am 2. Juli 1752 persönlich zum Bischof von Tempe weihte. Zusätzlich zum Bistum Paderborn war Graf Gondola von 1756 bis 1759 auch als Weihbischof im Bistum Münster tätig und übernahm 1761 zudem die Leitung des Apostolischen Vikariates des Nordens.
Nach Unstimmigkeiten mit dem neuen Bischof Wilhelm Anton von der Asseburg verließ Graf Gondola 1763 das Bistum Paderborn in Richtung Wien und resignierte als Weihbischof. Er erhielt ein Kanonikat an St. Stephan und die Pfarrei Probstdorf, wo er am 5. März 1774 starb.